# دلاپریل
دلاپریل (Delapril) که آلینداپریل (alindapril) هم خوانده می‌شود، نوعی داروی مهارکننده آنزیم مبدل آنژیوتانسین است که به عنوان داروی کاهنده فشار خون به کار می‌رود و در برخی از کشورهای اروپایی و آسیایی در دسترس است.